# بلاكيومين
بلاكيومين (لويزيانا) (بالإنجليزية: Plaquemine, Louisiana)‏ هي مدينة تقع في الولايات المتحدة في لويزيانا. يقدر عدد سكانها بـ 7,064 نسمة .

## التركيبة السكانية
حدّد مكتب تعداد الولايات المتحدة بيانات التركيبة السكانية لبلاكيومين في تعداد الولايات المتحدة. في ما يلي، التركيبة السكانية حسب تعدادي 2000 و2010.

### تعداد عام 2000
بلغ عدد سكان بلاكيومين 7,064 نسمة بحسب تعداد عام 2000، وبلغ عدد الأسر 2,593 أسرة وعدد العائلات 1,846 عائلة مقيمة في المدينة. في حين سجلت الكثافة السكانية 908 نسمة لكل كيلومتر مربع (2,351.7/ميل2). وبلغ عدد الوحدات السكنية 2,828 وحدة بمتوسط كثافة قدره 363.5 لكل كيلومتر مربع (941.5/ميل2).
وتوزع التركيب العرقي للمدينة بنسبة 49.26% من البيض و49.60% من الأمريكيين الأفارقة و0.17% من الأمريكيين الأصليين و0.27% من الأمريكيين ذوي الأصول الآسيوية و0.03% من سكان جزر المحيط الهادئ و0.08% من الأعراق الأخرى و0.58% من عرقين مختلطين أو أكثر و1.15% من الهسبانيون أو اللاتينيون من أي عرق.
بلغ عدد الأسر 2,593 أسرة كانت نسبة 36.1% منها لديها أطفال تحت سن الثامنة عشر تعيش معهم، وبلغت نسبة الأزواج القاطنين مع بعضهم البعض 44% من أصل المجموع الكلي للأسر، ونسبة 22.7% من الأسر كان لديها معيلات من الإناث دون وجود شريك،  بينما كانت نسبة 4.4% من الأسر لديها معيلون من الذكور دون وجود شريكة وكانت نسبة 28.8% من غير العائلات. تألفت نسبة 26.5% من أصل جميع الأسر من عدة أفراد يعيشون في نفس المنزل ونسبة 10.5% كانت تتألف من شخص يعيش بمفرده يبلغ من العمر 65 عاماً أو أكثر. وبلغ متوسط حجم الأسرة المعيشية 2.64، أما متوسط حجم العائلات فبلغ 3.21.
بلغ العمر الوسطي للسكان 37.3 عاماً. وكانت نسبة 25.8% من القاطنين تحت سن الثامنة عشر، وكانت نسبة 8.9% بين الثامنة عشر والرابعة والعشرين عاماً، ونسبة 25.6% كانت واقعةً في الفئة العمرية ما بين الخامسة والعشرين والرابعة والأربعين عاماً، ونسبة 21.9% كانت ما بين الخامسة والأربعين والرابعة والستين، ونسبة 14.7% كانت ضمن فئة الخامسة والستين عاماً فما فوق. يوجد لكل 100 أنثى 87.6 ذكر، ويوجد لكل 100 أنثى في الثامنة عشر من عمرها فما فوق 81.3 ذكر.
بلغ متوسط دخل الأسرة في المدينة 43,831 دولارًا، أما متوسط دخل العائلة فبلغ 46,250 دولارًا. وكان متوسط دخل الذكور 38,836 دولارًا مقابل 24,896 دولارًا للإناث. وسجل دخل الفرد الخاص بالمدينة 22,233 دولارًا. وكانت نسبة 8.7% من العائلات ونسبة 7.4% من السكان تحت خط الفقر، وكان من هؤلاء نسبة 17.1% تحت سن الثامنة عشر ونسبة 2.9% في الخامسة والستين من العمر وما فوق.

### تعداد عام 2010
بلغ عدد سكان بلاكيومين 7,119 نسمة بحسب تعداد عام 2010، وبلغ عدد الأسر 2,706 أسرة وعدد العائلات 1,816 عائلة مقيمة في المدينة. في حين سجلت الكثافة السكانية 915 نسمة لكل كيلومتر مربع (2,369.8/ميل2). وبلغ عدد الوحدات السكنية 2,995 وحدة بمتوسط كثافة قدره 385 لكل كيلومتر مربع (997.1/ميل2).
وتوزع التركيب العرقي للمدينة بنسبة 46.66% من البيض و51.03% من الأمريكيين الأفارقة و0.20% من الأمريكيين الأصليين و0.38% من الأمريكيين ذوي الأصول الآسيوية و0.01% من سكان جزر المحيط الهادئ و0.98% من الأعراق الأخرى و0.73% من عرقين مختلطين أو أكثر و2.40% من الهسبانيون أو اللاتينيون من أي عرق.
بلغ عدد الأسر 2,706 أسرة كانت نسبة 34.6% منها لديها أطفال تحت سن الثامنة عشر تعيش معهم، وبلغت نسبة الأزواج القاطنين مع بعضهم البعض 37.9% من أصل المجموع الكلي للأسر، ونسبة 23.1% من الأسر كان لديها معيلات من الإناث دون وجود شريك،  بينما كانت نسبة 6.1% من الأسر لديها معيلون من الذكور دون وجود شريكة وكانت نسبة 32.9% من غير العائلات. تألفت نسبة 28% من أصل جميع الأسر من عدة أفراد يعيشون في نفس المنزل ونسبة 10.6% كانت تتألف من شخص يعيش بمفرده يبلغ من العمر 65 عاماً أو أكثر. وبلغ متوسط حجم الأسرة المعيشية 2.61، أما متوسط حجم العائلات فبلغ 3.21.
بلغ العمر الوسطي للسكان 36.6 عاماً. وكانت نسبة 26.1% من القاطنين تحت سن الثامنة عشر، وكانت نسبة 8.9% بين الثامنة عشر والرابعة والعشرين عاماً، ونسبة 24% كانت واقعةً في الفئة العمرية ما بين الخامسة والعشرين والرابعة والأربعين عاماً، ونسبة 26.2% كانت ما بين الخامسة والأربعين والرابعة والستين، ونسبة 14.8% كانت ضمن فئة الخامسة والستين عاماً فما فوق. وتوزع التركيب الجنسي للسكان بنسبة 48% ذكور و52% إناث.

## أعلام
- جون هارفي لوري
- جيم هولواي
- صموئيل ماثيوز روبرتسون
- بيل لي
- بوبي فريمان